# Østrigs Nationalbank
Østrigs Nationalbank (tysk: Oesterreichische Nationalbank) er Østrigs centralbank, og som sådan en integreret del af både det Europæiske System af Centralbanker (ESCB) og Eurozonen. Den agerer på baggrund af nationale og internatinale bestemmelser.
Østrigs Nationalbank stammer fra den i 1816 etablerede Privilegirte Oesterreichische National-Bank, der blev grundlagt i forbindelse med nyordning af pengesystemet i Østrig som den første østrigske centralbank. Den fik eneretten til udstedelse af pengesedler. I 1878 blev nationalbank som følge af Det Østrig-ungarske kompromis transformeret til den "Østrig-ungarske bank", der fra 1923 i Østrig blev afløst af "Oesterreichische Nationalbank".
Østrigs Nationalbank er et aktieselskab, hvis bestemmelser reguleres gennem den almindelig østrigske aktielov, medmindre andet er bestemt gennem EU-traktat, ESCB, Den Europæiske Centralbank (ECB) eller den østrigske nationalbanklov.
Med den østrigske nationalbanks tilknytning til det Europæiske System af Centralbanker er en stor del af bankens opgaver overdraget til Den Europæiske Centralbank. Som følge heraf er nationalbankens opgaver særligt deltagelse i pengepolitikken indenfor rammerne af ESCB, der har som hovedmål at sikre prisstabilitet.
Andre opgaver er:
- Sikring af den nationale finansmarkedsstabilitet (ved at medvirke i banktilsynet)
- Udstedelse af pengesedler (efter aftale med Den Europæiske Nationalbank)
- Forsyne bankerne med kontante penge
- Stille betalingssystemer til rådighed nationalt og internationalt
- Styre pengepolitiske instrumenter (efter beslutning i ECB-rådet)
- Udarbejdelse af statistikker og analyser

Derudover er nationalbanken berettiget til at udføre alle bankforretninger.
48°12′58″N 16°21′08″Ø / 48.2161326°N 16.3523363°Ø